# Пустовойт, Василий Степанович
Васи́лий Степа́нович Пустово́йт (1886—1972) — советский селекционер, заведующий отделом селекции и семеноводства и лабораторией селекции подсолнечника Всесоюзного научно-исследовательского института масличных культур (ВНИИМК).

## Биография
Родился 15 января 1886 года в селе Тарановка Змиевского уезда Харьковской губернии (ныне Змиёвский район, Харьковская область, Украина). Окончил местную школу и 6-классное городское училище в городе Змиёв. В 1907 году окончил Харьковское земледельческое училище, а в 1908 году — педагогический класс при нём. В селе Тарановка познакомился со своей будущей женой - учительницей местной начальной школы Марией Николаевной Вишней, которая снимала угол у его родителей. В 1908 году Василий Степанович и Мария Николаевна сыграли свадьбу в селе Тарановка.
В 1908—1918 годах был преподавателем Кубанской войсковой сельскохозяйственной школы (одновременно, с 1909 года был помощником управляющего школой). Василий Степанович был назначен преподавателем общего и частного земледелия, а также сельскохозяйственной механики. На экспериментальном поле при Кубанской войсковой сельскохозяйственной школе предложил, кроме растениеводства, организовать отрасли животноводства, свиноводства, птицеводства, разведение кроликов, а также размножение коконов тутового шелкопряда.
По совместительству работал агрономом в станице Петропавловская (Курганинский район Краснодарского края).  Василий Степанович активно включился в работу и стал предлагать разработанные им агротехнические приемы, подкрепленные теоретической базой, полученной в Харьковском земледельческом училище. В частности, он предложил казакам обрабатывать семена озимой пшеницы перед посевом медным купоросом против головни, однако встретил настороженность и недоверие к себе и новым методам работы.
Тогда Василий Степанович решился на очень рискованный для своей репутации шаг. Так как у него денег не было, он уговорил местного зажиточного священника взять в аренду участок земли для совместного использования и тот согласился. Василий Степанович поделил этот участок на две равные доли, одну долю засеял необработанными семенами, а вторую – обработанными против головни. Местные жители зимой подтрунивали над «кооперацией» попа и агронома, давали советы по взаиморасчетам, не веря в успех этого предприятия. А когда на поле созрел урожай, то результаты этого опыта поразили станичников: сбор урожая пшеницы на участке, засеянном протравленными семенами, оказался почти в два раза выше в сравнении с урожаем, полученным по обычной технологии. Василий Степанович быстро завоевал авторитет.
Василий Степанович Пустовойт впервые на Кубани, а возможно и на юге России, заложил многопольный севооборот, в который включил пары, озимую и яровую пшеницу, овес, ячмень, кукурузу. Кстати, кукурузе он прочил на Кубани большое будущее. В севооборот он также включил подсолнечник, многолетние травы, кормовую и сахарную свеклу. Внедрил на Кубани протравку семян пшеницы перед высевом их для защиты от болезней. В 1912 году организовал при Кубанской сельскохозяйственной школе опытно-селекционное поле «Круглик» (с 1932 года — Всесоюзный научно-исследовательский институт масличных культур, а ныне Федеральное государственное бюджетное научное учреждение «Федеральный научных центр «Всероссийский научно-исследовательский институт им. В.С. Пустовойта»); проводил опыты с подсолнечником, озимой пшеницей, рожью, просом, кукурузой и клещевиной.
В 1918—1924 годах преподавал в Кубанском сельскохозяйственном техникуме. С 1924 года руководил селекционной станцией масличных культур.
В 1926 году окончил Кубанский сельскохозяйственный институт и сразу был назначен заведующим кафедрой генетики, селекции и семеноводства института.
В августе 1930 года был арестован по ложному доносу и осуждён на 10 лет лагерей. В лагере занимался селекцией местных культур. В мае 1934 года был досрочно освобождён и назначен директором Центрального опытного поля Карагандинского лагеря. Вывел на созданном им опытном поле урожайный сорт ржи и два вида проса («долинские»).
С мая 1936 года — заведующий отделом селекции и семеноводства масличных культур и лабораторией селекции подсолнечника Всесоюзного научно-исследовательского института масличных культур (город Краснодар). Был одним из инициаторов селекции подсолнечника на высокую масличность. Разработал новые высокоэффективные системы селекции улучшающего семеноводства подсолнечника. Создал 34 сорта подсолнечника (Круглик А-14, ВНИИМК 3519, ВНИИМК 6540, ВНИИМК 8883, Передовик, Салют, Смена и другие). Разрабатывал вопросы агротехники и селекции подсолнечника, пшеницы и кукурузы, исследовал проблемы земледелия и растениеводства. Заложил новое направление в селекции подсолнечника на качество масла с использованием межлинейной гибридизации, которое завершилось созданием первого в мире высокоолеинового сорта Первенец. Успешно (для того времени) решил проблему создания устойчивых к заразихе сортов подсолнечника. Разработал новую систему семеноводства подсолнечника, основанную на ежегодном сортообновлении.
Академик АН СССР (1964). Академик ВАСХНИЛ (1956), доктор сельскохозяйственных наук (1960).
Депутат ВС РСФСР 6—8 созывов (с 1963 года).

Памятник на могиле В. С. Пустовойта

Жил в городе Краснодаре, где и умер 11 октября 1972 года. Похоронен в Краснодаре на Славянском кладбище.
Дочь Василия Степановича, Галина Васильевна Пустовойт, — доктор сельскохозяйственных наук. В 1972—1988 годах заведовала отделом селекции сортов подсолнечника ВНИИ масличных культур. Впервые в мире получила фертильные гибриды между культурным и дикорастущими видами подсолнечника. Награждена орденами Ленина, Трудового Красного Знамени и «Знак Почёта».

## Память
В Краснодаре установлены бронзовый бюст В. С. Пустовойта на территории ВНИИМК в 1964 году (по поводу получения второго звания Герой социалистического труда) и памятник на его могиле в 1974 году, автором обоих памятников явился скульптор И. П. Шмагун. Также бюст академика установлен на территории Кубанского аграрного университета.
Именем Героя названы улицы в Краснодаре и Армавире (Россия). Также в честь него назван российский танкер «Академик Пустовойт».
Именем В. С. Пустовойта названо Муниципальное Общеобразовательное Учреждение Средняя Общеобразовательная Школа № 100 г. Краснодара.
В 2022 году, в 50-ю годовщину смерти ученого,  на стене дома, где последние годы жизни проживал Василий Степанович Пустовойт, была установлена мемориальная доска. Мемориальная доска выполнена из бронзы в виде барельефа с изображением портрета Василия Степановича. Автором эскиза мемориальной доски выступил Валерий Павлович Пчелин.

Бюст В. С. Пустовойта на территории ВНИИМКа, скульптор Шмагун И. П. 1964

## Награды и премии
- дважды Герой Социалистического Труда (31.10.1957 — за особые заслуги в развитии сельского хозяйства и достижение высоких показателей по производству продуктов сельского хозяйства; 10.04.1963 — за заслуги в развитии сельскохозяйственной науки, выведение и внедрение в производство высокомасличных сортов подсолнечника)
- три ордена Ленина (01.02.1956; 31.10.1957; 14.01.1966)
- орден Октябрьской Революции (08.04.1971)
- орден Трудового Красного Знамени (27.10.1949)
- два ордена «Знак Почёта» (10.09.1945; 12.06.1954)
- медали
- орден Георгия Димитрова (Болгария),
- Золотая звезда ордена братства и единства (Югославия),
- Орден «За научные заслуги» первой степени (Румыния),
- Ленинская премия (1959) — за разработку методов селекции и семеноводства, создание и широкое внедрение высокомасличных сортов и ежегодное сортообновление подсолнечника
- Сталинская премия второй степени (1946) — за выведение высокомасличных и засухоустойчивых сортов подсолнечника, получивших широкое распространение в сельском хозяйстве
- заслуженный деятель науки РСФСР (1969

## Сочинения
Опубликовано 160 научных работ, включая 15 книг и брошюр.
- Возделывание масличного подсолнечника. Ростов-на-Дону, 1916; Краснодар, 1924;
- Подсолнечник и его возделывание на Кубани. Краснодар, 1926;
- Селекция подсолнечника. Краснодар, 1940;
- Масличные и эфиромасличные культуры. Под общей редакцией В. С. Пустовойта. М., 1963;
- Избранные труды. М., 1966;
- Руководство по селекции и семеноводству масличных культур. Под общей редакцией В. С. Пустовойта. М., 1967;
- Приёмы выращивания семян подсолнечника. Краснодар, 1969.